# Nabubalassuiquibi
Nabubalassuiquibi (em acádio: Nabû-balātsu-iqbi) era o pai do rei neobabilônico Nabonido (r. 556–539 a.C.). Uma figura misteriosa, Nabubalassuiquibi é apenas referenciado nas próprias inscrições de Nabonido, sem nenhum outro registro de sua existência ou status.

## Especulação
Em suas inscrições, Nabonido se refere a seu pai Nabubalassuiquibi como um "conselheiro erudito", "príncipe sábio", "príncipe perfeito" e "governador heróico". Nabonido nunca elabora mais sobre a origem e etnia de seu pai, apenas sustentando que ele era corajoso, sábio e devoto. Nenhuma pessoa chamada Nabubalassuiquibi que possa ser razoavelmente identificada como o pai de Nabonido aparece em documentos anteriores ao reinado de Nabonido, tornando o status e a posição de seu pai obscuros. A mãe de Nabonido, Adagupi, era associada à cidade de Harã na região norte do império (anteriormente uma fortaleza assíria). Como Adagupi provavelmente se casou com Nabubalassuiquibi no início de sua vida, segundo o costume mesopotâmico, Nabubalassuiquibi provavelmente também era um residente proeminente daquela cidade, possivelmente de origem assíria ou arameia.
O fato de Nabubalassuiquibi ser repetidamente referido como "príncipe" nas inscrições de Nabonido sugere algum tipo de status nobre e importância política. Frauke Weiershäuser e Jamie Novotny especularam que Nabubalassuiquibi poderia ter sido um chefe arameu. Stephen Herbert Langdon teorizou que Nabubalassuiquibi era filho do rei assírio Assaradão (r. 681–669 a.C.), mas não há nenhuma evidência concreta para essa relação.